# Шульбоже-Коти
Шульбоже-Коти (пол. Szulborze-Koty) — село в Польщі, у гміні Шульбоже-Велькі Островського повіту Мазовецького воєводства.
У 1975-1998 роках село належало до Ломжинського воєводства.